# Notturno (film 2020)
Notturno è un film documentario del 2020 diretto da Gianfranco Rosi.
Il film è stato presentato in concorso alla 77ª Mostra internazionale d'arte cinematografica di Venezia. Il film fu scelto per rappresentare l'Italia alla 93ª edizione degli Oscar nella selezione per la categoria Miglior film internazionale, ma non venne candidato.

## Trama
Girato nel corso di tre anni sui confini fra Siria, Iraq, Kurdistan, Libano, Notturno mette a fuoco, da diverse prospettive, buio e luci della vita quotidiana degli abitanti della martoriata regione del Medio Oriente, fra la riconquista di Mosul e Raqqa, strappate all’ISIS nell'estate-autunno 2017, l’offensiva turca contro il Rojava curdo-siriano nell'autunno 2019 e l'uccisione del generale iraniano Soleimani per mano statunitense a Baghdad nel gennaio 2020.
Il film, tuttavia, non è un reportage sull'interminabile guerra che insanguina la regione perlomeno dall'invasione americana dell’Iraq e la guerra civile siriana, bensì una narrazione per immagini e incontri ravvicinati che costruisce un’unità “umana” al di là delle divisioni geografiche. Di questo stato di tragedia permanente Rosi mostra gli effetti accompagnando al tempo stesso con discrezione ed empatia donne, bambini e uomini in momenti cruciali delle giornate, lasciando a loro la parola, registrata in presa diretta, fra interni intimi e drammatici (case, carceri, ospedali) ed esterni segnati dalle divisioni, dai conflitti, da durezze e fatiche, ma anche da momenti di toccante condivisione.

## Promozione
La prima clip del film è stata diffusa online il 28 luglio 2020. La locandina ufficiale del film è stata pubblicata da Comingsoon.it il 4 agosto seguente, mentre il primo trailer è stato pubblicato da Repubblica il 25 agosto 2020.

## Distribuzione
Il film è stato presentato in anteprima l'8 settembre 2020 alla 77ª Mostra internazionale d'arte cinematografica di Venezia, venendo distribuito nelle sale cinematografiche italiane da 01 Distribution a partire dal giorno seguente.

## Riconoscimenti
- 2020 - British Independent Film Awards[7]
  - Candidatura per il miglior film indipendente internazionale
- 2020 - Mostra internazionale d'arte cinematografica[1][8][9]
  - Green Drop Award
  - Premio ArcaCinema Giovani per il miglior film italiano
  - Leoncino d'oro Agiscuola (segnalazione Cinema For Unicef)
  - Premio di critica sociale "Sorriso diverso Venezia 2020" per il miglior film italiano
  - In competizione per il Leone d'oro al miglior film